# Дискретный сигнал

Аналоговый сигнал (слева сверху), Дискретный сигнал (справа сверху), Квантованный сигнал (слева внизу), Цифровой сигнал (справа внизу).

Дискре́тный сигна́л или дискретизи́рованный сигнал (лат. discretus — «прерывистый», «разделённый») — сигнал, который является дискретным (прерывистым) во времени (в отличие от аналогового), но который принимает произвольные значения.   
В английском языке используют понятия: discrete time (дискретное время), для рассмотрения значений переменных в отдельные моменты времени; continuous time (непрерывное время), для рассмотрения значений переменных в любой момент времени, причем между любыми двумя моментами времени существует бесконечное количество других моментов времени.    
Цифровой сигнал получается последовательностью двух шагов:
1. Дискретизация, которая производит непрерывный по времени сигнал в дискретный,
2. Квантование, которое заменяет значение каждого отсчета приближенным значением, выбранным из заданного дискретного набора (квантованных уровней).